# 神崎氏
神崎氏（かんざき/こうざきし）は、日本の武家。宇多源氏佐々木氏の流れで、近江国神崎郡に城を築いていたとされる。

## 概要
神崎氏は佐々木頼綱の子孫とされ、神崎右近大夫氏高が神崎村（現・滋賀県彦根市甲崎町）を領して城を築いたのが始まりとされる。氏高の子・下総守高昌は応仁の乱にて六角高頼に従い西軍に属したものの戦死したという。高昌の子は右近大夫昌信、その子は与太郎賢昌、その子は昌氏と続いた。
神崎（佐々木）山城守宗信・与次郎宗教親子は足利義輝に仕え、永禄の変の後は神崎城から京都に移り住んだ。宗教の子は医学をもって後陽成天皇に仕え、高橋元種の家臣・土屋虎宗の婿となり土屋虎久を称した。